# Rose Stradner
Rose Luise Maria Stradner (31 de julio de 1913 – 27 de septiembre de 1958) fue una actriz de teatro y cine nacida en Austria. Sus películas notables incluyen The Last Gangster (1937), en la que coprotagonizó junto a Edward G. Robinson y James Stewart, y The Keys of the Kingdom (1944) con Gregory Peck. Fue la segunda esposa del director de cine Joseph L. Mankiewicz.

## Primeros años
Rosa Stradner nació el 31 de julio de 1913 en Viena, Austria-Hungría. Cuando todavía era un bebé, se mudó con sus padres a Trieste e Isonzo, donde su padre fue destinado como ingeniero a cargo del transporte de tropas durante la Primera Guerra Mundial. Stradner fue educada en la Sacred Heart Academy en Viena, donde escribió, dirigió y actuó en obras estudiantiles.

## Carrera
En su 19 cumpleaños, Stradner se acercó directamente al productor teatral y director de cine austriaco Max Reinhardt, y le pidió un trabajo como actriz. Audicionó y bajo la tutela de Reinhardt, actuó en más de 50 producciones teatrales, incluyendo obras escritas por William Shakespeare, Molière, Henrik Ibsen, Oscar Wilde y George Bernard Shaw. Según un periódico, el primer ministro italiano Benito Mussolini estaba tan cautivado por Stradner que vio uno de sus juegos tres veces y le dio un ramo.
En 1933, Stradner comenzó a actuar en varias películas en alemán. En el estreno en Berlín de una de sus películas, Joseph Goebbels le ofreció un contrato de 15 años para aparecer en películas de propaganda de la Alemania nazi. Stradner rechazó la oferta, afirmando que continuaría actuando en películas austriacas. Goebbels respondió: "En ese caso, eventualmente trabajarás para nosotros. Es solo cuestión de tiempo." Un año después, Stradner actuó en el teatro Volksbühne, donde fue dirigida por Karlheinz Martin, con quien se casó. También apareció en el Volkstheater, Viena, donde Luise Rainer era su suplente.
Durante una búsqueda de talento, las fotografías de László Willinger de Stradner llamaron la atención de Metro-Goldwyn-Mayer (MGM) mientras actuaba en una adaptación teatral de Fräulein Else de Arthur Schnitzler. Una historia publicitaria del estudio circuló que Stradner fue descubierta por Louis B. Mayer y Benjamin Thau mientras estaba en Europa. Luego fue importada a los Estados Unidos en el mismo barco con el director Victor Saville, las actrices Hedy Lamarr e Ilona Massey, la cantante Miliza Korjus y el guionista Walter Reisch. Sin embargo, su hijo Tom declaró que ella y su madre Luise habían huido de los nazis a mediados de la década de 1930.
En 1937, Stradner fue contratado por MGM, donde los publicistas del estudio consideraron cambiarle el nombre a Andrea Marlow o Andra Marlo. Sin embargo, simplemente sustituyeron su primer nombre por Rose. Hizo su debut en el cine de Hollywood junto a Edward G. Robinson y James Stewart en The Last Gangster (1937), donde interpretó a la esposa del personaje de Robinson, Joe Krozac. Una revisión en Variety elogió su actuación, escribiendo que Stradner "es natural como la esposa del gángster, el acento encaja perfectamente. Como actriz, sus talentos están en el lado dramático; también es lo suficientemente atractiva como para llamar la atención." The Washington Evening Star colocó una línea debajo de su imagen que dice:" Rose Stradner está siendo aclamada por la gente de M-G-M como el mayor descubrimiento del estudio desde Garbo, ya que parecen sentir que va a lugares en el cine." A pesar de sus avisos positivos, Stradner no fue elegida en otra película  con MGM.

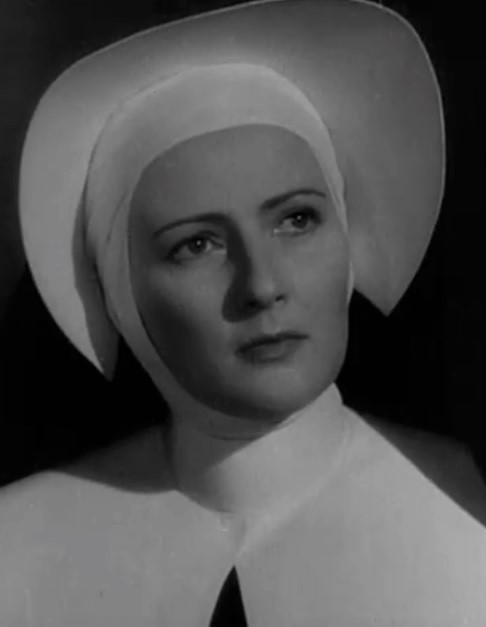
Rose Stradner en The Keys of the Kingdom

En 1938, MGM prestó a Stradner a RKO Pictures para The Saint in New York, pero fue reemplazada. Un año después, Stradner firmó un contrato a largo plazo con Columbia Pictures. Allí, apareció en Blind Alley. (1939), en la que interpretó a la esposa de Ralph Bellamy. Abatida por su trayectoria profesional, Stradner amenazó con suicidarse y estaba violentamente ansiosa por su segundo esposo Joseph L. Mankiewicz. Él cableado agente de talento Leland Hayward para la asistencia cuando Stradner estaba siendo considerado para una producción de Nueva York de Lorelei, pero ella no consiguió el papel. Meses después de que ella dio a luz a su segundo hijo, en octubre de 1942, Stradner cayó en un estado catatónico mientras estaba de vacaciones con su esposo y Alice y Franz Waxman en el Arrowhead Springs Hotel. Fue devuelta a casa, y Mankiewicz la ingresó en la Menninger Clinic en Topeka, Kansas. Pasó nueve meses en la clínica bajo el cuidado de Karl Menninger, quien le recetó medicamentos para tratar su enfermedad.
La última película de Stradner fue The Keys of the Kingdom (1944), en la que interpretó a la reverenda madre María-Verónica. El papel había sido pensado para Ingrid Bergman debido a su atractivo de taquilla como Gregory Peck era entonces un actor desconocido. Sin embargo, Bergman no estaba disponible en ese momento, y Stradner audicionó para el papel sin el conocimiento de su esposo. Después de algún tiempo, Bergman estuvo disponible y Darryl F. Zanuck le ofreció a Stradner un contrato de dos películas con Twentieth Century-Fox. Stradner se negó y presionó a Mankiewicz para que conservara el papel. Mankiewicz le suplicó a Zanuck que tuviera a Stradner en el papel para salvar su ya problemático matrimonio, y Zanuck estuvo de acuerdo. Cuando terminó el rodaje, Stradner decidió dejar de actuar y criar a su familia.
Fuera de la pantalla, Stradner y su esposo organizaban regularmente cenas en su residencia de Beverly Hills. Su hijo Christopher recordó casos en los que "mi madre golpeaba los martinis y había una gran escena." Se cree que la escena en All About Eve. (1950) en la que una intoxicada Margo Channing afirma: "Abróchense los cinturones de seguridad, va a ser una noche llena de baches" fue parcialmente inspirada por Stradner. Su otro hijo Tom recordó que sufría de "una condición mental, una forma de esquizofrenia generalmente provocada por el alcohol," lo que "la hacía absolutamente aterradora a veces." A pesar de su enfermedad, Tom recordó que sufría de "una condición mental, una forma de esquizofrenia generalmente desencadenada por el alcohol" escribió: "Tenía un oído único para los idiomas y hablaba inglés y luego italiano con fluidez, sin rastro de acento. Ella fue una gran ayuda para papá como crítico interno de sus guiones. Rutinariamente solicitaba su opinión y actuaba en consecuencia."
En 1948, Stradner hizo su debut en el escenario estadounidense en la obra Bravo! escrita por Edna Ferber, producida por Max Gordon y dirigida por George S. Kaufman. Había hecho una audición para el papel de Rosa Rucker, por lo que Ferber y Kaufman quedaron impresionados de que aplaudieran. La obra se presentó en octubre en el Wilbur Theatre, donde el crítico de teatro Cyrus Durgin llamó a Bravo! "una obra decepcionante, pero con una buena actuación." Un mes después, se representó en el Lyceum Theatre. Sin embargo, a pesar de las críticas positivas de su actuación, Stradner fue reemplazada por Lili Darvas. Mankiewicz reflexionó décadas después: "No creo que se haya recuperado de eso. Ella estaba de regreso y eso realmente fue un golpe tremendo para ella..."
La última aparición en pantalla de Stradner fue el 1953 episodio de TV "Reign of Terror" de Suspense.

## Vida personal y muerte
En 1934, Stradner se casó con el director de cine y teatro alemán Karlheinz Martin, quien era 27 años mayor que ella. Cuando MGM la contrató, el matrimonio de Stradner y su carrera cinematográfica pasada fueron eliminados del público. Más tarde regresó a Europa y se divorció de Martin.
En MGM, Stradner conoció a Joseph L. Mankiewicz, quien recibió instrucciones de ayudar a mejorar su inglés como lo había hecho con otras actrices de habla alemana. Los dos se casaron el 28 de julio de 1939, en el apartamento de la hermana de Mankiewicz en Nueva York. Cuando regresaron a Los Ángeles, en el 26 cumpleaños de Stradner, los escritores y productores del estudio MGM los recibieron en la estación de tren con arroz y una orquesta de diez piezas. Stradner dio a luz a dos hijos, Christopher, nacido en 1940, y Tom Mankiewicz, nacido en 1942. En noviembre de 1944, Los Angeles Times informó que ella y su esposo habían acordado mutuamente separarse, aunque fue de corta duración.
En la noche del 26 de septiembre de 1958, en su casa de verano en Mount Kisco, Nueva York, su esposo Joseph y Stradner lucharon, y se fue a la ciudad de Nueva York para trabajar en su obra de Broadway. Horas más tarde, Joseph contactó a su sobrina Josie después de que Stradner no hubiera contestado el teléfono. El 27 de septiembre, Stradner fue encontrada muerta tirada en el suelo cerca de un escritorio, a la edad de 45 años. Fue encontrada sosteniendo una "nota casi indescifrable" en su mano, afirmando que estaba "cansada". Su muerte fue dictaminada como suicidio a través de una sobredosis de sedantes. Fue enterrada en el Kensico Cemetery en Valhalla.

## Filmografía seleccionada
- Wedding at Lake Wolfgang (1933)
- So Ended a Great Love (1934)
- A Night of Change (1935)
- Hundred Days (1935)
- Dinner Is Served (1936)
- City of Anatol (1936)
- The Postman from Longjumeau (1936)
- The Last Gangster (1937)
- Blind Alley (1939)
- The Keys of the Kingdom (1944)